# Заморожуюча колонка
Заморожуюча колонка (рос. замораживающая колонка, англ. freezing pipes, нім. Gefrierrohrsäule f) — система труб живлення та заморожування, що опускаються в свердловину для виконання робіт по заморожуванню гірських порід. Складається з заморожуючої труби, черевика, головки, труби живлення.